# Aguriahana sichotanus
Aguriahana sichotanus är en insektsart som först beskrevs av Anufriev 1971.  Aguriahana sichotanus ingår i släktet Aguriahana och familjen dvärgstritar. Inga underarter finns listade i Catalogue of Life.